# Frank Cole Babbitt

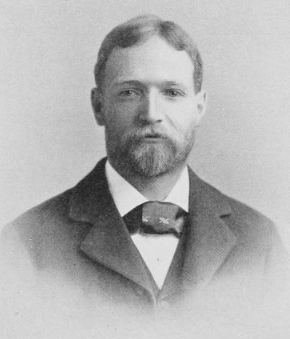

Frank Cole Babbitt (* 4. Juni 1867 in Bridgewater, Connecticut; † 13. September 1935 in Hartford, Connecticut) war ein US-amerikanischer Klassischer Philologe. Er war von 1899 bis 1935 Hobart Professor of Greek Language and Literature am Trinity College in Hartford.

## Leben
Frank Cole Babbitt war der jüngere Sohn des Farmers und Zimmermanns Isaac Babbitt (1831–1888) und seiner Frau Sarah Cole Babbitt (1833–1898). Sein älterer Bruder war der Germanist Eugene Howard Babbitt (1859–1927). Frank Cole Babbitt wuchs auf der Farm seiner Eltern auf und unterrichtete bereits von 1885 bis 1887 an einer Grundschule. Ab 1887 studierte er (wie vor ihm sein Bruder) Klassische Philologie an der Harvard University, wo er 1890 den Bachelorgrad und 1892 den Mastergrad erwarb. Von 1890 bis 1895 unterrichtete er an einer Schule in Boston. 1895 wurde er mit der Dissertation De Euripidis Antiopa zum Ph.D. promoviert; die Arbeit wurde nie veröffentlicht.
Kurz nach der Promotion erhielt Babbitt als Erster das Stipendium der American School of Classical Studies at Athens (ASCSA), das ihm einen einjährigen Forschungsaufenthalt in Griechenland ermöglichte. Dort verkehrte er mit den jungen Archäologen Theodore Woolsey Heermance, Herbert F. De Cou, Joseph Clark Hoppin und Eugene Plumb Andrews. Bei den Ausgrabungen in Korinth, die der Direktor der ASCSA Rufus B. Richardson 1896 begann, entdeckte Babbitt das antike Theater der Stadt. Im American Journal of Archaeology veröffentlichte er 1897 einen ausführlichen Fundbericht. Seine Reisenotizen gelangten zusammen mit anderen Unterlagen 1987 als Splitternachlass an die ASCSA.
Nach seiner Rückkehr in die USA lehrte Babbitt zunächst als Instructor of Greek an der Harvard University. 1898 wechselte er in derselben Eigenschaft an das Trinity College in Hartford (Connecticut), wo er sein Leben lang in Lehre und Forschung tätig war. 1899 wurde er zum Hobart Professor of Greek Language and Literature ernannt. Von 1908 bis 1931 fungierte er als Sekretär der Fakultät. Er war Mitglied des Archaeological Institute of America, der American Philological Association (Präsident 1926/27) und Gründungsmitglied der Classical Association of New England (Präsident 1920/21). 1927 erhielt er die Ehrendoktorwürde (L.H.D.) des Trinity College. Im Jahr 1931/32 war er Gastprofessor an der ASCSA.
Seit dem 28. Juni 1900 war Babbitt mit Ethel Hunt verheiratet. Ihre gemeinsame Tochter Sarah Frances Babbitt (1906–1988) wurde Sportlehrerin. Bereits ihr Vater spielte bis ins Alter auf hohem Niveau Tennis und nahm noch mit 60 Jahren das Squashspielen auf.

## Werk
Babbitt beschäftigte sich mit weiten Bereichen der griechischen Literatur. Er veröffentlichte textkritische Aufsätze zu Homer und Lukian von Samosata, die in sowohl in amerikanischen als auch in europäischen Zeitschriften erschienen. Am bekanntesten ist jedoch seine Übersetzung von Plutarchs Moralia für die Loeb Classical Library (LCL), an der er die letzten zehn Jahre seines Lebens arbeitete; wegen seines Todes konnte er sie nicht vollenden. Die Reihe wurde nach Babbitts Tod fortgesetzt und mit dem Erscheinen von Band 16 im Jahr 2004 (Index, LCL 499) abgeschlossen.

## Schriften (Auswahl)
- A Grammar of Attic and Ionic Greek. New York 1902
- Plutarch’s Moralia. Fünf Bände, Cambridge (MA): Harvard UP, 1927–1936 (LCL, Bände 197, 222, 245, 305 und 306)